# Myoxomorpha vidua
Myoxomorpha vidua là một loài bọ cánh cứng trong họ Cerambycidae.